# The Katie Melua Collection
A The Katie Melua Collection egy válogatásalbum a grúz származású brit énekes-dalszerzőtől, Katie Meluától, mely 2008. október 27-én jelent meg. Az album két lemezből áll. Az egyik lemezen 17 dal van, ezek közül 3 új, eddig meg nem jelent szám. A másik lemez egy DVD, melyen egy rotterdami koncertfelvétel van.
Az album dalai között megtalálhatók Melua előző három albumának főbb kislemezei, a When You Taught Me How to Dance a Miss Potter című filmből, a What a Wonderful World, egy duett az elhunyt Eva Cassidyval és három új dal – a Toy Collection (mely a MySpace-es filmhez, a Fainthearthoz készült), a Two Bare Feet (melyhez videó is készült) és a Somewhere in the Same Hotel.

## Dalok

### Első lemez
1. The Closest Thing to Crazy
2. Nine Million Bicycles
3. What a Wonderful World
4. If You Were a Sailboat
5. Piece by Piece
6. Call off the Search
7. On the Road Again
8. Mary Pickford (Used to Eat Roses)
9. Spider's Web
10. Thank You Stars
11. I Cried for You
12. Crawling up a Hill
13. Tiger in the Night
14. When You Taught Me How to Dance
15. Two Bare Feet
16. Toy Collection
17. Somewhere in the Same Hotel
18. Kozmic Blues (iTunes bónuszdal)
19. How Sweet It Is To Be Loved By You (Tesco Digital bónuszdal)
20. By The Light Of The Magical Moon (ingyen letöltés Archiválva 2011. június 16-i dátummal a Wayback Machine-ben a Timestól)

### Második lemez
1. The Arena Tour 2008 – Egy 90 perces DVD élőben Rotterdamból
2. Behind The Screens – egy rövidfilm a turné szervezéséről

## Külső hivatkozások
- Hivatalos oldal